# Belvedere Bruchsal

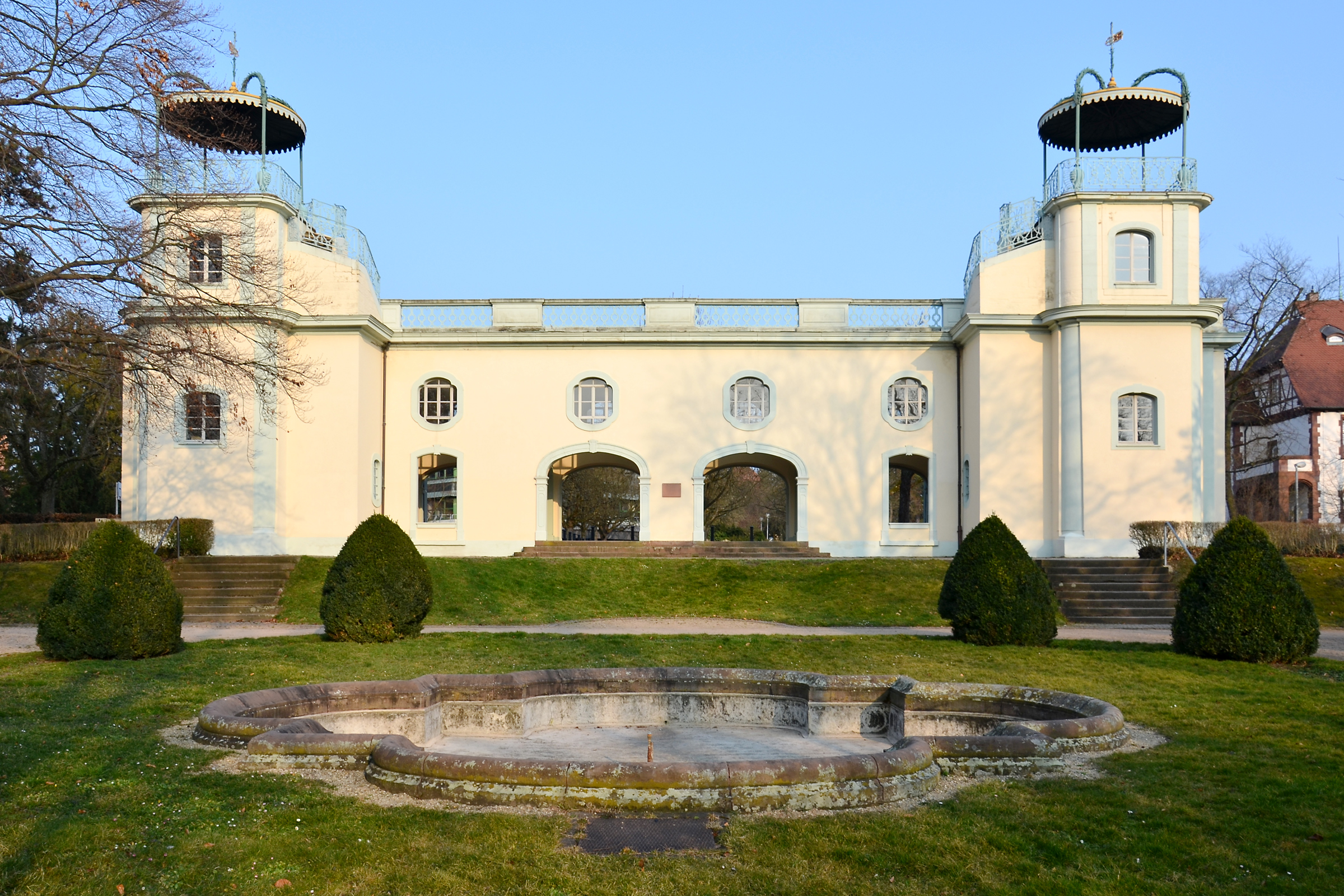
Belvedere Bruchsal

Tafel am Belvedere

Das Belvedere ist ein ehemaliges Schießhaus in Bruchsal.

## Geschichte und Anlage
Im Jahr 1719 beschloss Fürstbischof Damian Hugo Philipp von Schönborn-Buchheim, seine Residenz von Speyer nach Bruchsal zu verlegen.
Nach dem Bau des barocken Schlosses Bruchsal im Tal ließ Fürstbischof Franz Christoph von Hutten zum Stolzenberg auf dem Steinsberg, einem Hügel oberhalb des Schlossbereichs, ein Wasserreservoir zur Versorgung der Brunnen im Schlossgarten und im Stadtgebiet anlegen. Über dem Reservoir ließ er ein Lustschlösschen errichten, das zwischen 1756 und 1761 noch mit einem Schießhaus ergänzt wurde. Wegen der schönen Aussicht auf die Stadt nannten die Bruchsaler dieses Schießhaus nach einiger Zeit Belvedere. Umgeben ist das Schlösschen von einem rund 3 ha großen Park mit alten Baumbeständen. Auf dem Platz des Reservoirs steht heute das „Reservegebäude“, das vom Schönborn-Gymnasium genutzt wird.
In den Jahren von 2001 bis 2003 wurde das Belvedere komplett saniert, heute wird es z. B. vom Bruchsaler Amateurtheater Koralle als Aufführungsort genutzt. Teilweise findet dort auch Schulunterricht im Freien statt.